# Plessur (huyện)
Huyện Plessur (tiếng Pháp: District du Plessur, tiếng Đức: Bezirk Plessur) là một huyện hành chính của Thụy Sĩ. Huyện này thuộc bang Graubünden. Huyện Plessur có diện tích 267 km², dân số theo thống kê của cục thống kê Thụy Sĩ năm 1999 là 37771 người. Trung tâm của huyện đóng ở Chur. Mã của huyện là 1829.